# Camino Maldonado
Pour les articles homonymes, voir Camino.
Camino Maldonado ou Fraccionamiento Camino Maldonado est une ville de l'Uruguay située dans le département de Canelones. Sa population est de 15 057 habitants.
Elle est l'une des villes les plus importantes du département et de la zone sud du pays par sa population.

## Population
| Année | Population |
| ----- | ---------- |
| 1963  | 3.449      |
| 1975  | 8.346      |
| 1985  | 10.082     |
| 1996  | 13.349     |
| 2004  | 15.057     |

Référence,: